# Dudley Mays Hughes

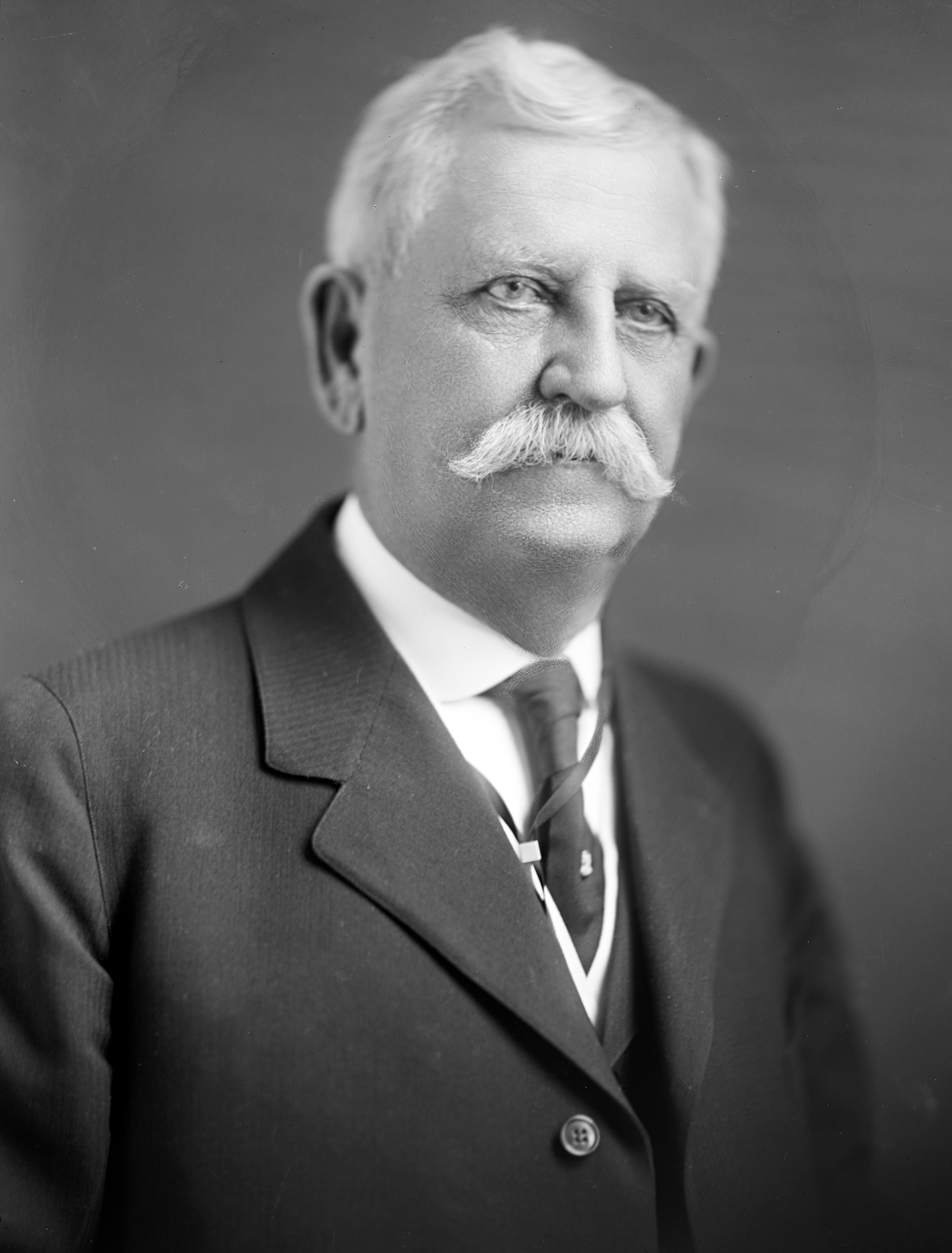
Dudley Mays Hughes

Dudley Mays Hughes (* 10. Oktober 1848 in Jeffersonville, Twiggs County, Georgia; † 20. Januar 1927 in Macon, Georgia) war ein US-amerikanischer Politiker. Zwischen 1909 und 1917 vertrat er den Bundesstaat Georgia im US-Repräsentantenhaus.

## Werdegang
Dudley Hughes besuchte die öffentlichen Schulen seiner Heimat und studierte danach bis 1870 an der University of Georgia in Athens. Danach begann er in der Landwirtschaft zu arbeiten. Gleichzeitig schlug er als Mitglied der Demokratischen Partei eine politische Laufbahn ein. In den Jahren 1882 und 1883 saß er im Senat von Georgia. Zwischen 1904 und 1906 war er Präsident der landwirtschaftlichen Gesellschaft von Georgia. Im Jahr 1904 vertrat er seinen Staat bei der Weltausstellung in St. Louis. Außerdem war er Präsident der Georgia Fruit Growers Association, der staatlichen Vereinigung der Obstanbauer. Hughes fungierte auch als Kurator mehrerer Bildungsanstalten. Dazu gehörte auch die University of Georgia. Neben diesen Aktivitäten war er an der Planung und dem Aufbau der Eisenbahngesellschaft Macon, Dublin & Savannah Railroad beteiligt, deren Präsident er von 1885 bis 1891 war.
Bei den Kongresswahlen des Jahres 1908 wurde Hughes im dritten Wahlbezirk von Georgia in das US-Repräsentantenhaus in Washington, D.C. gewählt, wo er am 4. März 1909 die Nachfolge von Elijah B. Lewis antrat. Nach drei Wiederwahlen konnte er bis zum 3. März 1917 vier Legislaturperioden im Kongress absolvieren. Seit 1913 vertrat er dort allerdings den neugeschaffenen zwölften Distrikt seines Staates. Während seiner Zeit im US-Repräsentantenhaus wurden dort der 16. und der 17. Verfassungszusatz verabschiedet. Von 1913 bis 1917 war Hughes Vorsitzender des Bildungsausschusses.
Im Vorfeld der Kongresswahlen von 1916 wurde Hughes von seiner Partei nicht zur Wiederwahl nominiert. In den folgenden Jahren arbeitete er in Danville in der Landwirtschaft. Er starb am 20. Januar 1927 in Macon.